# Casa d'en Gabriel Sanjuan i Hombravella
Casa d'en Gabriel Sanjuan i Hombravella és una casa de cos del Masnou (Maresme) inclosa a l'Inventari del Patrimoni Arquitectònic de Catalunya.

## Descripció
Casa de cos de planta rectangular alineada al pla de carrer que consta de planta baixa i planta pis, acabada amb la coberta plana practicable a mode de terrat català en la seva meitat meridional i inclinada de teules àrabs en la meitat septentrional, ja que l'estructura original de dues aigües amb el carener paral·lel a la façana principal, orientada a migdia, es modificà a posteriori.
La façana es genera a partir d'una composició simètrica amb dos eixos de verticalitat definits a la planta baixa per una porta d'accés i una finestra lateral amb reixa de ferro; i en la planta pis amb dues finestres amb barana baixa de ferro a mode de balconera. Totes les obertures estan protegides amb persianes de llibret de fusta.
L'acabat del parament és un estucat amb relleu emmarcant les obertures i esgrafiats amb motius florals sota la cornisa.